# رينو هليسما
رينو هليسما (Reino Helismaa؛ هلسنكي، 12 يوليو 1913 - هلسنكي، 21 يناير 1965) مغني وكاتب أغاني و موسيقي و كاتب و ممثل فنلندي ، معروف أساسا بتميز نصوصه بحس الفكاهة و لاتزال مسموعة .
ألف رينو كلمات أكثر من 5000 أغنية ، و يعتبر تابيو راوتافآرا أحد أشهر من غنى له.

## وصلات خارجية
- رينو هليسما على موقع IMDb (الإنجليزية)
- رينو هليسما على موقع ميوزك برينز (الإنجليزية)
- رينو هليسما على موقع ميوزك برينز (الإنجليزية)
- رينو هليسما على موقع قاعدة بيانات الأفلام السويدية (السويدية)
- رينو هليسما على موقع ديسكوغز (الإنجليزية)
- رينو هليسما على موقع قاعدة بيانات الفيلم (الإنجليزية)